# Grand Prix de Denain 2011
La 52e édition du Grand Prix de Denain a eu lieu le jeudi 14 avril 2011. Il s'agit de la sixième épreuve de la Coupe de France de cyclisme sur route 2011.

## Présentation

### Équipes
20 équipes participent à cette édition : 5 équipes ProTeams, 12 équipes continentales professionnelles et 3 équipes continentales.

## Classement final
|    | Coureur             | Pays           | Équipe                       |    | Temps           |
| -- | ------------------- | -------------- | ---------------------------- | -- | --------------- |
| 1  | Jimmy Casper        | France         | Saur-Sojasun                 | en | 4 h 32 min 10 s |
| 2  | Romain Feillu       | France         | Vacansoleil-DCM              | +  | m.t             |
| 3  | Aidis Kruopis       | Lituanie       | Landbouwkrediet              |    | m.t             |
| 4  | Leigh Howard        | Australie      | HTC-Highroad                 |    | m.t             |
| 5  | Denis Flahaut       | France         | Roubaix Lille Métropole      |    | m.t             |
| 6  | Danilo Napolitano   | Italie         | Acqua & Sapone               |    | m.t             |
| 7  | Robert Hunter       | Afrique du Sud | RadioShack                   |    | m.t             |
| 8  | Nacer Bouhanni      | France         | FDJ                          |    | m.t             |
| 9  | Fabien Bacquet      | France         | BigMat-Auber 93              |    | m.t             |
| 10 | Michael Van Staeyen | Belgique       | Topsport Vlaanderen-Mercator |    | m.t             |